# Przywry
Przywry (Trematoda) – gromada pasożytniczych płazińców, obejmująca ponad 6000 gatunków. Z reguły są to organizmy hermafrodytyczne, choć znanych jest kilka gatunków rozdzielnopłciowych.
Obecność przywr w drogach żółciowych, jelicie grubym lub pęcherzu moczowym jest znaczącą przyczyną zachorowań na nowotwory tych narządów.

## Morfologia
Wypełnione parenchymą ciało o kształcie owalnym, sercowatym lub listkowatym pokrywa wór powłokowo-mięśniowy. Jego zewnętrzną warstwę tworzy gruby i pofałdowany syncytialny naskórek (zapewnia ochronę przed enzymami trawiennymi gospodarza) zawierający liczne mitochondria, aparaty Golgiego oraz pęcherzyki pinocytarne (umożliwiają wchłanianie aminokwasów i węglowodanów na drodze pinocytozy). Oprócz funkcji ochronnej i odżywczej, naskórek pośredniczy również w wymianie gazowej, a także uczestniczy w wydalaniu amoniaku. Pod naskórkiem znajduje się błona podstawna, natomiast pod nią leżą mięśnie (ułożone podłużnie, skośnie i okrężnie względem osi ciała). U większości gatunków na przodzie ciała znajduje się przyssawka gębowa, zaś mniej więcej w połowie długości, po stronie brzusznej, zlokalizowana jest przyssawka brzuszna (która u niektórych gatunków może być przesunięta bliżej przodu ciała). Niektóre gatunki pasożytujące we krwi nie mają przyssawek, a funkcję czepną pełnią u nich regularnie rozmieszczone kolce w cytoplazmie naskórka.
Tuż za przyssawką gębową zlokalizowany jest otwór gębowy, będący początkiem układu pokarmowego. Prowadzi on do silnie umięśnionej gardzieli, która działa jak pompa i pełni główną funkcję podczas pobierania pokarmu. Za gardzielą znajduje się przełyk, a dalej jelito z mikrokosmkami, rozgałęzione na dwa ślepo zakończone pnie (ich długość różni się u poszczególnych gatunków, u niektórych mogą być one jeszcze dodatkowo rozgałęzione). Trawienie odbywa się głównie zewnątrzkomórkowo, choć w niewielkim stopniu obserwuje się u przywr także trawienie wewnątrzkomórkowe. Funkcję układu wydalniczego pełnią liczne komórki płomykowe uchodzące do protonefrydiów, które zazwyczaj mają postać 2 kanałów zbiorczych (u niektórych gatunków nawet 8), łączących się w jeden kanał główny zakończony pęcherzykiem wydalniczym uchodzącym na w tylnej części ciała, na stronie grzbietowej.
Układ nerwowy przywr jest zbudowany z dwóch zwojów nerwowych (połączonych poprzecznym spoidłem) oraz odchodzących od nich, parzystych pni nerwowych zlokalizowanych po bokach ciała. Męskie gonady stanowią parzyste jądra (zazwyczaj kształtu płatowatego lub cewkowatego, niekiedy rozgałęzione), od których odchodzi jeden lub kilka nasieniowodów, które na końcu rozszerzają się na 1–2 pęcherzyki nasienne i różnicują w przewód wytryskowy z wysuwanym prąciem (łac. cirrus). Narząd ten u większości gatunków osadzony jest w umięśnionej, workowatej strukturze, znajdującej się w kieszeniowatym uchyłku ściany ciała. Żeńską gonadę stanowi pojedynczy jajnik (zazwyczaj kształtu owalnego, rzadziej płatowatego lub rozgałęzionego) wraz z parzystymi, groniastymi gruczołami żółtkowymi (żółtnikami), które poprzez krótki, cewkowaty jajowód uchodzą do ootypu (gdzie uchodzą również przewody zbiornika nasiennego, kanał Laurera oraz długa i poskręcana macica) otoczonego gruczołami Mehlisa.